# Nicolas Gigault
Nicolas Gigault (* um 1627 in Paris; † 20. August 1707 ebenda) war ein französischer Organist und Komponist.

## Leben und Wirken
Nicolas Gigault erhielt seine Ausbildung wohl in seiner Heimatstadt, allerdings ist nicht bekannt, welches seine Lehrer waren. Jedenfalls wirkte er zeit seines Lebens in Paris als Organist an verschiedenen Kirchen.
Er schuf geistliche Gesänge, die mit unterschiedlichsten Besetzungen aufzuführen sind, daneben veröffentlichte er rund 180 Orgelwerke, die von Jean Titelouze beeinflusst wurden. 1683 wurde sein „Livre de musique dédié à la Très Saincte Vierge“ veröffentlicht, zu dem 20 Noëls variés (Variationen über traditionelle Weihnachtslieder) für Orgel oder Cembalo gehören. 1685 erschien sein „Livre de musique pour l’orgue … plus de 180 pièces … pour servir sur tous les jeux à 1, 2, 3, et 4 claviers et pedalles en basse et en taille“. 